# きっと言える (田村ゆかりの曲)
「きっと言える」（きっといえる）は、田村ゆかりのキャラクターソング。田村ゆかりのポリグラム時代の4thシングル。

## 解説
2015年、ポリグラム時代の楽曲を集めたアルバム『Early Years Collection』にデジタルリマスターされ再収録された。

## 収録曲
（全作詞：三枝翔／全作曲・全編曲：山口一久）
1. きっと言える
  - OVA『青山剛昌短編集』エンディングテーマ
2. Love Countdown
3. きっと言える（KARAOKE）